# Райнхард фон Ринек
Райнхард фон Ринек (на немски: Reinhard von Rieneck; * септември 1463, дворец Ринек; † 17 декември 1518) е граф на Ринек.

## Произход
Той е син на граф Филип II фон Ринек († 1497) и първата му графиня Маргарета фон Епщайн († 27 октомври 1463), дъщеря на граф Еберхард III фон Епщайн-Кьонигщайн († 1466/1475) и графиня Анна фон Насау-Висбаден († 1465). Баща му се жени втори път през 1465 г. за графиня Анна фон Вертхайм-Бройберг († 1497).

## Фамилия
Райнхард фон Ринек се жени за графиня Агнес фон Глайхен-Тона († сл. 20 януари 1554), дъщеря на граф Зигмунд II фон Глайхен-Тона († 1525) и Елизабет фон Изенбург-Бюдинген († ок. 1543). Те имат децата:
- Филип III фон Ринек (* 14 юни 1504; † 3 септември 1559), граф на Ринек, женен на 18 август 1522 г. за Маргарета фон Ербах (* 27 октомври 1507; † 8 август 1574), дъщеря на граф Еберхард XI фон Ербах († 1539) и Мария фон Вертхайм († 1536)
- Аделхайд († пр. 1550)
- Кунигунда († ок. 1550)